# フォレスト・スヴァスチカ
フォレスト・スヴァスチカ(Forest swastika 森の鉤十字)とは、ドイツ北東のブランデンブルク州にあるおよそ3600平方メートルのマツの森の一画に繁るカラマツのことである。ウッカーマルク郡ゼルニコウ近郊に位置するこの森の片隅では、春と秋になると、巧妙に配置されたカラマツがスヴァスチカ（鉤十字）の形に浮き上がるのである。1930年代のヒトラーが権勢を誇った時期の前後に植樹されたものだと推測されている。

## 歴史
スヴァスチカにみえるように木々を並べて植えた経緯ははっきりとはわかっていない。一説には1937年に地元の人間が自分たちの忠誠心を示すために行ったものである。この地域の実業家がBBCのラジオを聴いたことによりナチ党に糾弾され、強制収容所送りとなったことがそのきっかけだったという。あるいはこの地のナチ崇拝に熱心な森林官がヒトラーユーゲントの少年たちをかきくどき、アドルフ・ヒトラーの誕生日を記念するために木を植えさせたという説もある。別の資料は、ヒトラー政権を後押しするためか当局の人間に命令されてかは明らかにしていない。しかしその後ナチを信奉する森林官たちの間でこの森は一種のファッションになっていたとみられている。
そして植樹の結果、毎年春と秋の数週間はカラマツの葉の色が変わり周囲のマツの木がたたえる深い緑と好対照をなすようになった。その効果が持続するのはわずかな時間だけであるという事実は、この図像をそれと認識するためには上空から鳥瞰しなくてはならず、またこの地域一帯には自家用飛行機を持っている人間が比較的少ないということもあわせて考えると、この鉤十字がナチス・ドイツの敗北後も長い間まったく気づかれないままだったことの説明になる。その後の共産主義の時代にソビエト当局はこの森の存在を把握していたと伝えられているが、鉤十字を消すための対策は何もとらなかった。その後この森は忘れられることになるが、1992年になって再発見された。再統一後のドイツ政府が全国有地を空から調査することを命じており、このときの写真が林学の徒によって調べられすぐにこの図像が確認されたのである。

### 除去
ブランデンブルク州はこの地方のイメージの悪化を懸念するとともに、ナチの支持者にとって巡礼の地となる可能性を恐れ、1995年にカラマツの木の一部を切り倒させて図像をぼかした。しかし残ったカラマツでも十分に鉤十字の形は認識可能である上に、切った木は翌年以降にまた成長した。2000年にドイツのタブロイド紙が浮き出たスヴァスチカの空撮写真を掲載して話題となり、このときは同時に激しい非難の声があがった。木々の生えた土地の半分ほどは売り払われて所有権が私人に移っていたが、2000年12月1日に政府が所有する土地にある25本の木については切り倒す許可が下りて実行されたことで、やっと図像はほとんどわからなくなった。

## エキ・ナリンのスヴァスチカ
2006年9月、ニューヨーク・タイムズがヒマラヤ山脈の境界にあるキルギスのエキ・ナリンに存在するもう1つの鉤十字の森を報じている（北緯41度26分53秒 東経76度23分28秒 / 北緯41.448度 東経76.391度)。この森ではモミの木が―ハーケンクロイツではなく―左右対称の鉤十字型におよそ182メートルにわたって交叉していた。なぜ、誰がソビエト領だったこの地で鉤十字型に木を植えたのかについては数々の伝説や逸話が語られているが、付近の住人たちがほぼ口を揃えて証言するには、1940年代から1950年代に地元の労働者たちが白人女性の監督のもとで木を植えたということである。